# São Pedro do Ivaí
São Pedro do Ivaí este un oraș în Paraná (PR), Brazilia.